# Helenidy

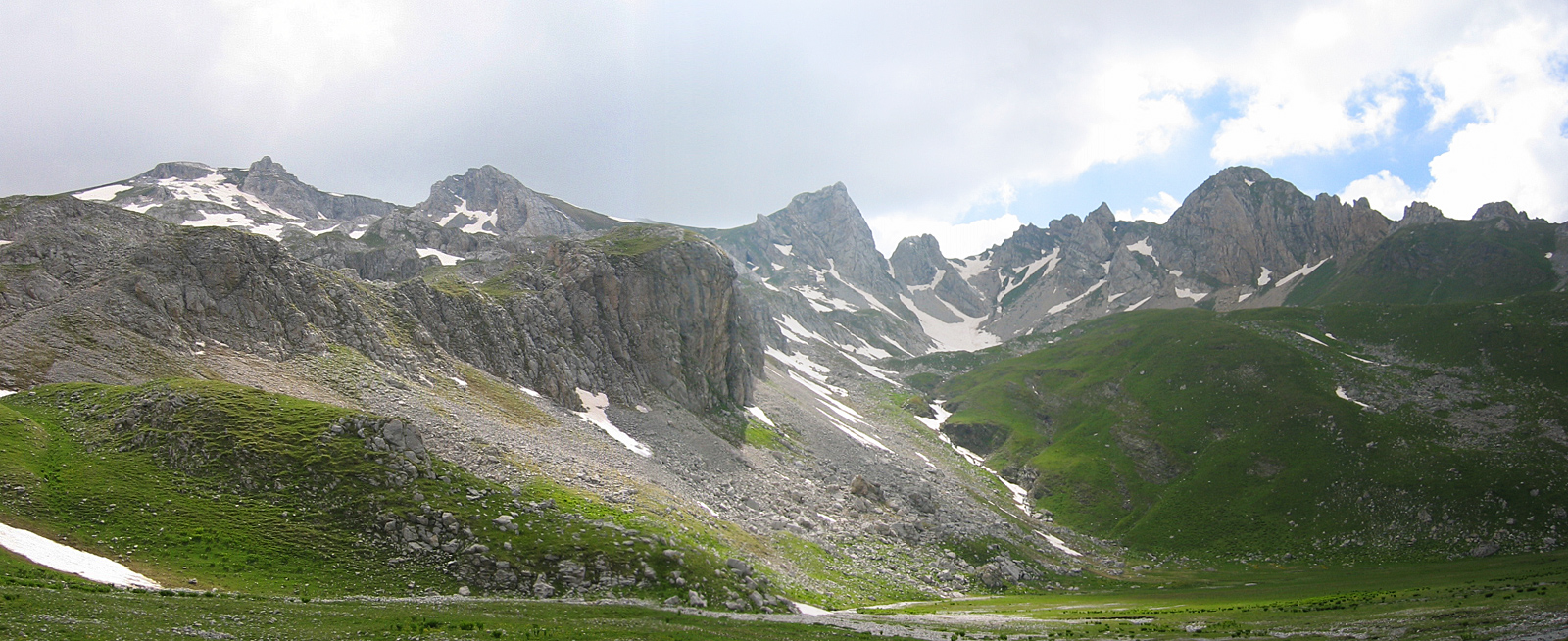
Korab – 2764 m

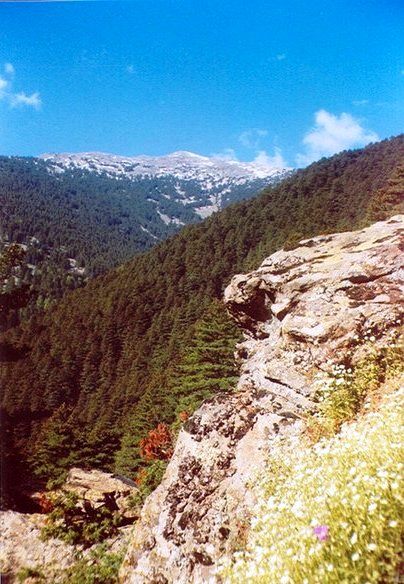
pohoří Baba – Pelister

Helenidy (Albánsko-řecká či Šarsko-pindská horská soustava) jsou rozsáhlý systém horských pásem navazující na tektonické linii Drin – Peć na Dinárské hory a prostírající se přes Kosovo, západní část Severní Makedonie, Albánii až do Řecka. Rozkládají se tak v jižní části Balkánského poloostrova, na Peloponés a jejich součástí je i ostrov Kréta. Východním ohraničením Helenid na území Kosova a Severní Makedonie je linie procházející údolími řek Ibar a Vardar. Jsou součástí Alpsko-himálajského systému.
Dělí se na dva základní systémy: Šarský horský systém a Řecký horský systém. Pohoří obou systémů jsou malebná, plná vápencových štítů, propastí, jeskyní a soutěsek.

## Šarský horský systém

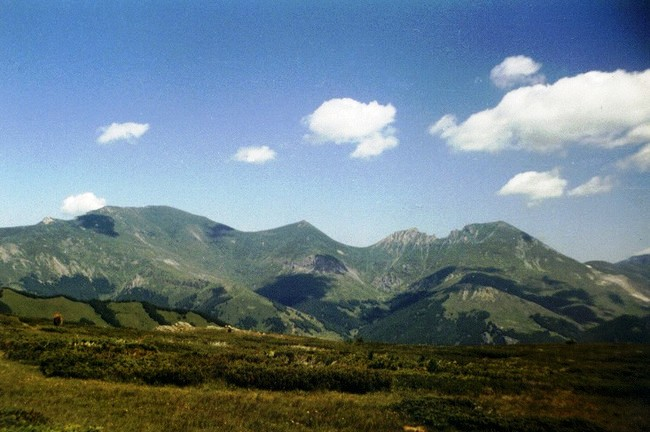
Šar Planina

### Geografie a členění
Rozkládá se v západní části Severní Makedonii. Na východní straně spadá strmě do Pološské, Kičevské a Prespanské kotliny, na západě pokračuje do Albánie a na jihu do Řecka. Dělí se na dvě části – východní a západní. Vymezení tvoří Ohridská kotlina a údolí Černého Drinu a Radiky.
Východní část začíná pohořím Šar planina (Titov vrh, 2 747 m) a pokračuje přes pohoří Bistra (2 163 m), Stogovo (2 273 m), Karaorman (2 243 m) a Galičica (2 255 m) do Prespanské kotliny. Západní věnec tohoto systému je vyšší a začíná na severu Paštrikem (1 989 m), pokračuje přes Koritnik (2 394 m), Korab (2 764, nejvyšší vrchol masivu) a Jablanicu (2 257 m) do Ohridské kotliny. Jedno z nejrozlehlejších pohoří v Severní Makedonii je Jakupica, tvořené čtyřmi paprskovitě uspořádanými hřebeny – Karadžica, Golešnica, Jakupica a Dautica. Všechny se sbíhají na náhorní rovině, jíž dominuje kuželovitý vrchol Soluské glavy (2 540 m). Při severomakedonsko-řecké hranici leží vysoké a členité pohoří Baba (Pelister, 2 601 m).

- Severní Makedonie
  - Šar planina – Titov vrh 2747 m
  - Bistra – Bistra 2 163 m
  - Stogovo – Stogovo 2 273 m
  - Karaorman – Karaorman 2 243 m
  - Galičica – Galičica 2 255 m
  - Koritnik – Koritnik 2 394 m
  - Paštrik – Paštrik 1 989 m
  - Korab – Korab 2 764 m
  - Dešat – Velivar 2 375 m
  - Jablanica – Jablanica 2 257 m
  - Jakupica – Solunska Glava 2 540 m
  - Baba – Pelister 2 601 m

### Geologické složení
Horské oblasti Šarského systému jsou vytvořeny převážně z paleozoických břidlic, občas prostoupených krystalickými horninami (Baba, Jakupica, Šar). Ale i zde se najde vápenec (střed masivu Jakupica).

### Podnebí
Subalpinské podnebí (v horstvech od 1 000 m do 2 000 m) je teplejší, také rozdíly maximálních a minimálních teplot jsou menší. Průměrná roční teplota se pohybuje kolem 5-7 °C. Takové podnebí je typické např. pro Babu.

### Vodstvo
Velmi známá jsou největší jezera v Severní Makedonii – Ohridské jezero, v jehož hladině se zhlíží pohoří Galičica, a Prespanské jezero v pohoří Baba. Voda Prespanského jezera mizí v krasových dutinách a napájí níže položené jezero Ohridské.

### Živá příroda
V mnoha horských oblastech šarského systému žijí medvědi, vlci či lišky (Šar planina). Téměř všude lze potkat vysokou zvěř a uvidět kamzíka či divoké prase. Hojní jsou hadi, ještěrky atd. Rozmanitost krajinných typů i mimořádnou pestrost životního prostředí pro živočichy podmiňuje také rostlinstvo. Na mnoha místech byla vyhlášena chráněná území a národní parky. Jde např. o Pelister a Galičicu na severomakedonsko-řecké hranici. Národní parky jsou také v Albánii.